# Harpocera thoracica
Harpocera thoracica (Fallen 1807) је врста стенице која припада фамилији Miridae.

## Распрострањење
На подручју Европе је широко распрострањена врста , а на подручју Србије се среће спорадично.

## Опис
Тело је издужено, карактеристичне обојености, на крилима су присутне тамне црне и светле жуте шаре. Пронотум је најчешће црне боје са уздужном светлом пругом. Дужина тела не прелази 10 mm, ова врста је нешто мања од сродне Harpocera hellenica, обично је тело дужине око 5 mm. H.  thoracica живи углавном на различитим врстама храста, у највећој мери су фитофагне и уз помоћ модификованог усног апарата (рилица) сишу биљни сок али понекад су и предатори мањих инсеката као што су биљне ваши. Изражен је полни диморфизам, мужјаци имају јасно проширење на врху другог антеналног сегмента што их разликује од женки код којих је ово проширење сведеније, а женке такође имају и први антенални сегмент краћи и здепастији. 

## Биологија
Презимљавају у стадијуму јајета, а као одрасле јединке су активне у кратком периоду, од краја маја до почетка априла. Из овог разлога се ретко срећу.